# Rhyacophila doehleri
Rhyacophila doehleri är en nattsländeart som beskrevs av Lazar Botosaneanu 1957. Rhyacophila doehleri ingår i släktet Rhyacophila och familjen rovnattsländor. Inga underarter finns listade i Catalogue of Life.